# مك دونو (نيويورك)
مك دونو (بالإنجليزية: McDonough, New York)‏ هي بلدة أمريكية تقع في الولايات المتحدة في مقاطعة تشينانغو، نيويورك. يقدر عدد سكانها بـ 886 نسمة ومساحتها 102.6 كم2 وترتفع عن سطح البحر 526 متر.